# Chabielice
Chabielice – wieś w Polsce położona w województwie łódzkim, w powiecie bełchatowskim, w gminie Szczerców.
W latach 1975–1998 miejscowość położona była w województwie piotrkowskim.
Wieś znajduje się 7 km na południe od miejscowości Szczerców. Jest położona na prawym brzegu rzeki Krasówki (dopływu Widawki), uregulowanej przez KWB Bełchatów. Przez miejscowość przebiega droga wojewódzka nr 483 z Łasku do Częstochowy.
Na południowych i zachodnich obrzeżach Chabielic trwają prace wydobywcze Kopalni Węgla Brunatnego Bełchatów.
W Chabielicach znajduje się publiczna szkoła podstawowa, cmentarz oraz murowany kościół parafialny pw. św. Michała Archanioła. Przy kościele od 2007 stoi pomnik Jana Pawła II (ok. 2 m).

## Historia
Rejon Chabielic jest zamieszkały przez ludzi od mezolitu do czasów współczesnych. W 1986 podczas wykopalisk archeologicznych odkryto osadę z epoki brązu, która składała się z kilku zbudowanych z drewnianych bali domów. Całość otoczona była ostrokołem, co świadczy o funkcjach obronnych osady. Mieszkańcy trudnili się rolnictwem, myślistwem i rybołówstwem. W pobliżu osiedla pod niewielkimi wzniesieniami odkryto kilka cmentarzysk. W grobach zachowały się oprócz urn z prochami liczne przedmioty, z którymi byli chowani zmarli, takie jak groty strzał i włóczni oraz grzebienie i nożyce. Odkryto w jednej z mogił pełne wyposażenie wojownika z hełmem i tarczą, pochowany był kimś znacznym, możliwe, że jakimś lokalnym przywódcą, wodzem.
Badania archeologiczne w 1999, prowadzone w dwóch stanowiskach w rejonie wsi ujawniły:
- ślady osadnictwa z epoki kamienia, z okresu mezolitu (ok. 11000-7000 p.n.e.) i neolitu (ok. 8800-2000 p.n.e.)
- osady kultury łużyckiej z okresu halsztackiego (700-400/300 p.n.e.)
- osada kultury przeworskiej (250 lat p.n.e. do ok. 450 roku n.e.).
- osada i cmentarzysko kultury przeworskiej z młodszego okresu rzymskiego z największym w Polsce środkowej centrum produkcji ceramiki toczonej na kole z okresu (III-IV w.n.e.)
- ślady osadnictwa późnośredniowiecznego
- ślady osadnictwa z okresu nowożytnego

Odkryto wiele obiektów archeologicznych, były to: budynki mieszkalne, gospodarcze, jamy osadnicze, duży kompleks palenisk, piece wapiennicze, piece garncarskie i studnię.
A także przedmioty krzemienne o różnej chronologii (od mezolitu po okres halsztacki), duże ilości ceramiki z różnych okresów, kamienie żarnowe, przęśliki, zapinki żelazne i brązowe, denar Marka Aureliusza, bransoleta z brązu z kultury łużyckiej, osełki z piaskowca, fragmenty noży, sierpów i innych narzędzi żelaznych.
Tak liczne znaleziska datowane na epokę kamienia, kulturę przeworską, średniowiecze i nowożytność świadczą o atrakcyjności tych terenów, co było powodem stałej penetracji osadniczej.
Pierwsze pisane źródła o Chabielicach pochodzą z roku 1393, kiedy to wieś  Chabyelcze  wzmiankowana jest jako część parafii Rząśnia w arcybiskupstwie gnieźnieńskim. Nazwa wsi pochodzi od starosłowiańskiego imienia (przezwiska) Chabiel, Chabel – słaby, właściciela, bądź założyciela osady.
Zachowały się też akta sprawy sadowej z 1459. Ksiądz z kościoła filialnego w Puszczy Osińskiej bezprawnie udzielał sakramentów i brał kolędę od kmieci z Chabyelcz na szkodę plebana z Rząśni. Sąd nakazał owych praktyk zaprzestać a pieniądze zwrócić.
Według regestrów podatkowych z 1511 było w Chabielicach 7 kmiecych zagród, na 6 łanach.
Wieś należała do rodziny Chabielskich herbu Wieniawa.

Wieniawa herb Chabielskich

Od 1529 osada wchodziła w skład nowo erygowanej parafii pw. św. Leonarda w Puszczy Osińskiej. W Chabielicach urodził się Mikołaj Chabielski – zawodowy żołnierz, więzień turecki, pisarz polityczny, autor Pobvdki Narodom Chrzescianskim..... (1615).
W końcu XVI wieku, w 1597 zostaje wybudowany pierwszy w Chabielicach kościół, z fundacji braci Andrzeja i Ludwika Chabielskich.Ten drewniany kościół spłonął lub okazał się zbyt mały ponieważ w 1643 stanął nowy kościół pw. Świętej Trójcy ufundowany przez Macieja Chabielskiego. Przy kościele funkcjonowała szkółka parafialna z jednym nauczycielem.
W 1649 erygowano parafię Chabielice.
Wieś pozostawała własnością rodu Chabielskich do 1749, w roku tym Brunon Chabielski sprzedał dziedziczne Chabielice i Młynki za sumę 69000 złotych Bogumiłowi Walewskiemu cześnikowi sieradzkiemu. Walewscy herbu Kolumna byli rodem majętnym o dużym znaczeniu, nie tylko w regionie. Posiadali m.in. dobra Broszęcin, Stróża, Piekary, Wola Wiązowa, Wola Wydrzyna. W 1776 kasztelanowa Konstancja z Jordanów Walewska ufundowała nową świątynię, był to drewniany modrzewiowy kościół pw. św. Michała Archanioła. W 1812 posesorem Chabielic był Antoni Lubojeński, ekonomem w majątku był Stanisław Czyżewski. Przy trakcie stała karczma, arendarzem był Żyd Chaim Koplik.
W 1827 były w Chabielicach 34 domy i 249 mieszkańców. Wieś była siedzibą gminy i parafii. Włościanie posiadali 2228 mórg, grunty kościelne liczyły 63 morgi, do folwarku należało 1868 m, w tym 690 m lasu. W skład zabudowań dworskich wchodziło 6 budynków murowanych i 31 drewnianych. We wsi była gorzelnia i młyn na rzece Krasówce. W 1832 rząd carski z powodu czynnego udziału Stanisława Walewskiego w powstaniu listopadowym skonfiskował Chabielice i Młynki.
22 kwietnia 1861 wybuchł w Chabielicach bunt chłopski, który trwał przez 7 dni, swym zasięgiem objął wszystkie miejscowości gminy, wzięło w nim udział 774 ludzi. Podobnie jak i w innych miejscach Królestwa Polskiego chłopi protestowali, ponieważ carski ukaz o reformie uwłaszczeniowej, nie objął włościan polskich. Dopiero powstańczy Rząd Narodowy 22 stycznia 1863 ogłosił uwłaszczenie chłopów, co skłoniło carat do zarządzenia uwłaszczenia 2 marca 1864 na korzystniejszych dla chłopów warunkach niż w cesarstwie rosyjskim.

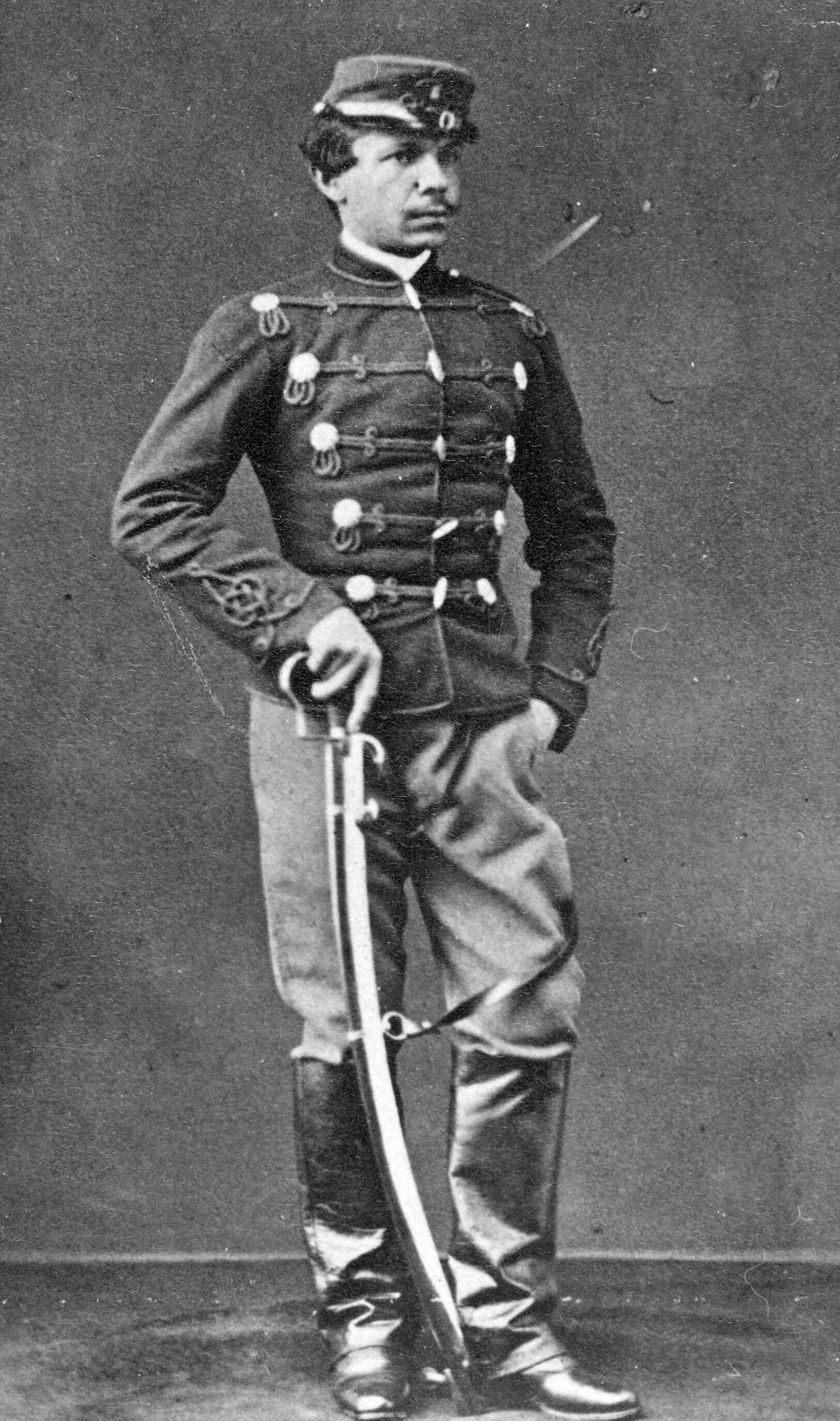
Teodor Cieszkowski(1833-1863)

W czasie powstania styczniowego 10 kwietnia 1863 w pobliskich Leśniakach, w dworze Józefa Kozłowskiego zabity został dowódca rozbitego pod Broszęcinem oddziału powstańczego pułkownik Teodor Cieszkowski. Ciężko ranny we wcześniejszym starciu, leżący w łóżku Cieszkowski został zamordowany ciosami lanc i strzałami z pistoletu, razem z nim śmierć ponieśli Hipolit Kozłowski (syn dziedzica), Józef Bykowski i Tomasz Witkowski. Dwór został ograbiony i spalony. W Stanisławowie Kozacy zabili majora Polikarpa Krąkowskiego, Stefana Szymańskiego i Jan Imielnickiego, zamordowani od kozaków jak napisał w ich aktach zgonów ks.Stanisław Wiśniewski proboszcz parafii Chabielice. Pułkownik Teodor Cieszkowski i jego towarzysze zostali pochowani na cmentarzu chabielickim, nie zachowała się ich mogiła. Pogrzeb, który odbył się 13 kwietnia 1863 przerodził się w manifestację patriotyczną przeciw caratowi. Mowę pogrzebową wygłosił ks. Knapiński, proboszcz parafii Wiewiec. Było to pełne patriotyzmu przemówienie. Kapłan w ostrych słowach skrytykował Moskalów za mord na powstańcach i prześladowania narodu polskiego z powodu pochodzenia i wiary. Słowa te i zaangażowanie w sprawy powstańcze były przyczyną aresztowania ks. Knapińskiego. Wyrokiem polowego sądu wojennego został on pozbawiony praw i zesłany na Syberię.
Wieś i gmina były zapleczem dla powstańców. Pułkownik Franciszek Kopernicki, Naczelnik Wojenny powiatów: piotrkowskiego, sieradzkiego i wieluńskiego, wyznaczył Chabielice jako punkt koncentracji dla tworzącego się 2 Pułku Jazdy. Na dowódcę tego pułku wyznaczono płk.Kajetana Słupskiego. Kopernicki przybył do Chabielic 3 sierpnia 1863, we wsi zastał tylko 23 kawalerzystów z rozbitego oddz. majora Lütticha. W dniu następnym przybył naczelnik okręgu Pątkowski, płk Słupski oraz oddział z okręgu częstochowskiego pod dowództwem Stawskiego (ponad 40 ludzi). W ciągu tego dnia ściągali też powstańcy w sposób niezorganizowany, pojedynczo, w sumie kilkudziesięciu konnych. 5 sierpnia przybył oddz. Rybickiego z Woli Wydrzynej (47 konnych). Miejsce koncentracji, na rozkaz Kopernickiego strzegły czujki Straży Obywatelskiej, rozstawione w promieniu kilku mil. Rano 6 sierpnia przybył major Włodek z Dłutowa (113 koni). Podjęto decyzje o wymarszu do Chociwia, gdzie miała dołączyć pozostała część oddziału. ze Złoczewa pod dowództwem majora Maliszewskiego. Po kilku godzinach 2 Pułk Jazdy w sile 228 kawalerzystów opuścił Chabielice. Po połączeniu z Maliszewskim liczył 330 żołnierzy, podzielonych na 3 szwadrony.
Na przełomie XIX/XX wieku Chabielice i sąsiednie Młynki należały do Mikołaja Jabłońskiego herbu Jasieńczyk. W 1908 właściciel folwarku rozparcelował majątek, ziemię kupili miejscowi gospodarze. W dworze urządzono szkołę podstawową i wydzielono pomieszczenia dla urzędu gminy. W czasie I wojny utworzono ochotniczą straż pożarną.
W okresie międzywojennym Chabielice były siedzibą gminy, należały do powiatu piotrkowskiego w województwie łódzkim. Teren gminy podlegał pod sąd pokoju w Bełchatowie i sąd okręgowy w Piotrkowie Trybunalskim.
Jak podaje Księga adresowa Polski z 1928 Chabielice miały 725 mieszkańców.
W 1930 pożar strawił prawie całe Chabielice. Wieś odbudowano, przezornie rozpraszając zabudowę.
25–27 marca 1939 w Chabielicach i pobliskich miejscowościach zakwaterowano żołnierzy 84. Pułku Strzelców Poleskich z 30. Dywizji Strzelców Poleskich, która wchodziła w skład armii „Łódź”. Dowództwo pułku zostało zakwaterowane w organistówce. Żołnierze brali udział w pracach przy budowie fortyfikacji obronnych oraz w szkoleniach poligonowych.
5 września 1939 do wsi wkroczyły wojska niemieckich najeźdźców. Hitlerowcy spalili stary modrzewiowy kościół, a na grobli przy młynie rozstrzelali 4 mieszkańców Chabielic. W 1941 hitlerowcy aresztowali i wywieźli do obozu koncentracyjnego, gdzie zginął, Tomasza Bienieckiego dyrektora chabielickiej szkoły podstawowej. Podczas wojny Niemcy rozbudowali budynek szkoły. Dobudowano piętro. W zmodernizowanym budynku mieściła się niemiecka szkoła i mieszkania dla okupacyjnych urzędników. W plebanii był posterunek żandarmerii oraz areszt z 3 celami. W czasie wojny miejscowość nazywała się Hablach.
17 stycznia 1945 do Chabielic wkroczyły wojska radzieckie – zakończyła się niemiecka okupacja.
Druga połowa lat czterdziestych, mimo zakończenia wojny, nie była dla mieszkańców wsi i gminy czasem zupełnie spokojnym. W rejonie tym działali  żołnierze wyklęci  były to działające w ramach III komendy Konspiracyjnego Wojska Polskiego (KWP): oddział pod krypt. „Balon” Andrzeja Jaworskiego ps „Marianek” i oddział „Turbina” Ludwika Danielaka ps „Bajor”.
To grupa „Marianka” w spektakularny sposób, bez wystrzału, opanowała posterunek MO w Chabielicach. Drogę do budynku otworzył jeden z żołnierzy KWP podając się za funkcjonariusza UB wizytującego tę placówkę. Milicjantów rozbrojono. Zabrano broń, amunicję, maszynę do pisania, rower, ewidencję miejscowych agentów oraz zniszczono akta śledcze.
Rankiem 26 lutego 1948 oddział „Marianka” nocujący w jednym z gospodarstw w Leśniakach, został zaskoczony przez milicjantów z Chabielic. W wyniku gwałtownej strzelaniny zginął komendant posterunku Szymański oraz żołnierz KWP, mieszkaniec Chabielic, Mirosław Pająk. Zwłoki M. Pająka zawieziono wpierw do Szczercowa na posterunek UB, potem częściowo obnażone, wyłożono na widok publiczny na placu przed chabielickim kościołem. Na wetkniętym w usta kiju widniał napis:  Tak zginie, każdy kto podniesie rękę na władzę ludową.
Dla Danielaka rejon Chabielic był odskocznią, azylem dla działań w innych miejscach. Raz tylko podczas akcji KBW w osadzie leśnej Niwa, umknął z oddziałem, dzięki pomocy łączniczki Eugenii Uchrońskiej, która spostrzegła obławę i uciekając skupiła na sobie uwagę ubowców.

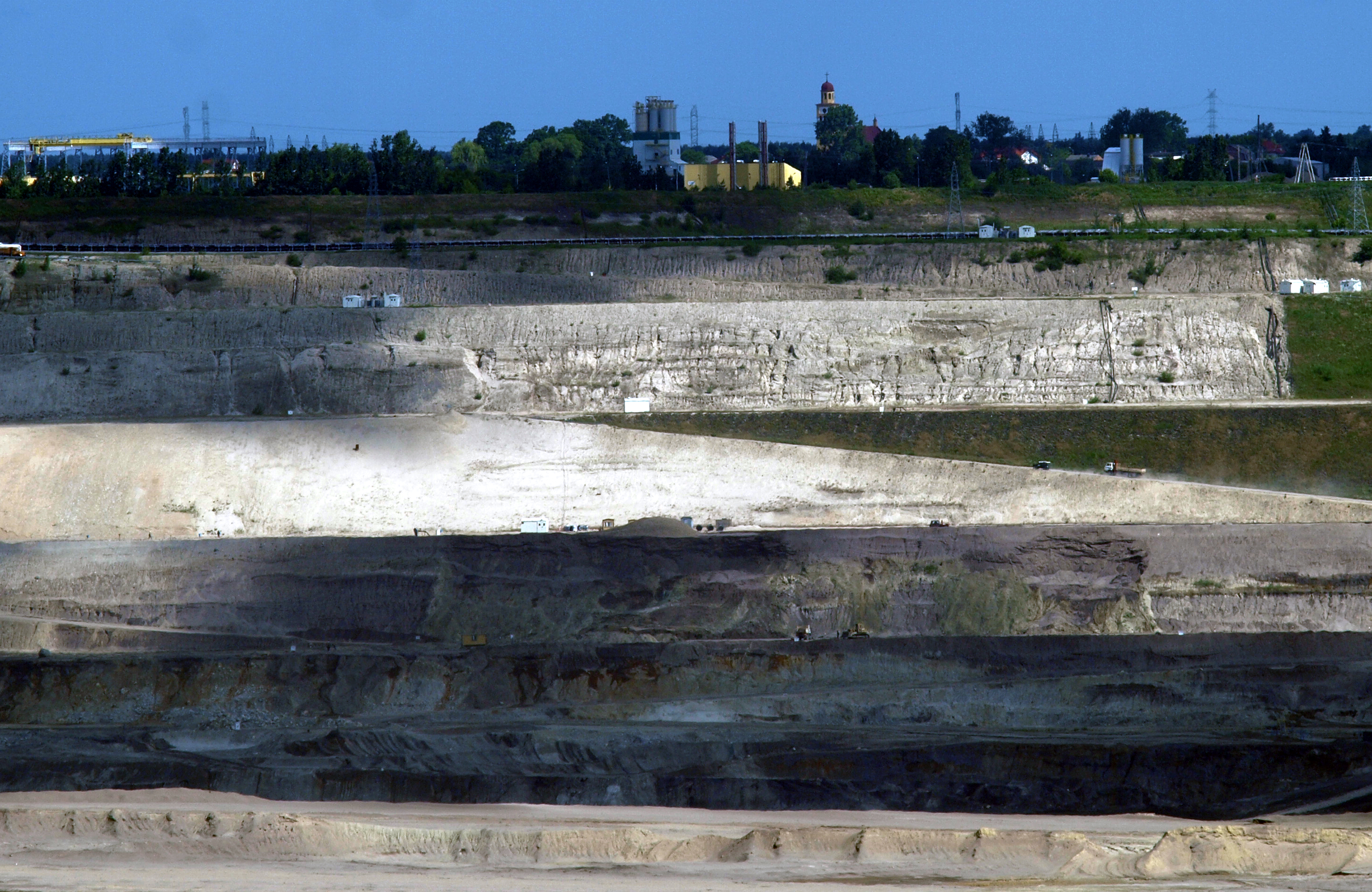
Odkrywka Szczerców, w tle Chabielice

W PRL Chabielice były miejscowością o charakterze rolniczym, siedzibą gminy w powiecie piotrkowskim, w województwie łódzkim. Według stanu z dnia 1 lipca 1952 w skład gminy wchodziły: Chabielice, Chabielice kol., Dębina Osińska, Janówka, Kamień, Kieruzele, Osiny, Osiny kolonia, Stanisławów I, Stanisławów II i Tatar, a od 1 stycznia 1954 Aleksandrów, Bogumiłów, Faustynów i Karolów.
29 września 1954 roku w wyniku reformy administracyjnej zlikwidowano gminy, wprowadzając w to miejsce gromady. Od 1 stycznia 1956 gromada Chabielice weszła w skład powiatu bełchatowskiego.
W latach 1957–1959 wybudowano nowy murowany kościół parafialny, postawiony na miejscu spalonej przez Niemców świątyni.
Prężnie rozwija się OSP, w 1956 strażacy posiadają motopompę, a od 1957 samochód pożarniczy (radziecki Zis-5).
W 1968 oddano do użytku nową siedzibę GRN, obecnie ośrodek zdrowia.
Od 1 stycznia 1973, w wyniku reformy terytorialnej gromadę Chabielice wcielono do gminy Szczerców.
W latach sześćdziesiątych XX wieku odkryto w tym rejonie złoża węgla brunatnego.
Rozpoczęte w 1979 prace związane z uruchomieniem kopalni były kilkakrotnie wstrzymywane.
Część mieszkańców wsi wysiedlono, wykupując przedtem ich gospodarstwa rolne.
Ostatecznie odkrywka Szczerców ruszyła w 2002, po kilku latach prac przygotowawczych.
Symbolicznego uruchomienia dokonał 21 października 2002 Leszek Miller ówczesny premier RP.

## Przynależność administracyjna
| Okres     |                                                                              | Państwo                       | Zwierzchność                   | Jednostka administracyjna | Status miejscowości                                                                                          |
| --------- | ---------------------------------------------------------------------------- | ----------------------------- | ------------------------------ | --- | --- |
| XIV wiek  | Królestwo Polskie                                                            | Królestwo Polskie             | Królestwo Polskie              | kasztelania sieradzka | Wieś Chabielice                                                                                              |
|           | Królestwo Polskie                                                            | Królestwo Polskie             | Królestwo Polskie              | kasztelania sieradzka | wieś Chabielice (od 1649 siedziba parafii, siedziba gminy od? do1954, w latach 1954–1973 gromada Chabielice) |
|           | Królestwo Polskie                                                            | Królestwo Polskie             | Królestwo Polskie              | województwo sieradzkie, powiat radomski, parafia św.Mateusza w Rząśni                                                                                     | |
| 1393-1569 | Rzeczpospolita Obojga Narodów                                                | Królestwo Polskie             | Królestwo Polskie              | województwo sieradzkie, powiat radomski, od 1549 parafia św.Leonarda w Puszczy                                                                            | |
| 1569-1793 | Rzeczpospolita Obojga Narodów                                                | Rzeczpospolita Obojga Narodów | Rzeczpospolita Obojga Narodów  | Korona Królestwa Polskiego województwo sieradzkie, powiat radomski, od 1649 parafia św.Michała w Chabielicach                                             | |
| 1793      |                                                                              | Królestwo Prus                | Królestwo Prus                 | Prusy Południowe, departament łęczycki, powiat radomski, gmina Chabielice                                                                                 | |
| 1793-1795 | Prusy Południowe, departament piotrkowski, powiat radomski, gmina Chabielice | Królestwo Prus                | Królestwo Prus                 | | |
| 1795-1807 | Prusy Południowe, departament kaliski, powiat radomski gmina Chabielice      | Królestwo Prus                | Królestwo Prus                 | | |
| 1807-1815 | Księstwo Warszawskie                                                         | Księstwo Warszawskie          | Cesarstwo Francuskie           | departament kaliski, powiat radomski, gmina Chabielice | |
| 1815-1816 | Królestwo Polskie                                                            | Królestwo Polskie             | Imperium Rosyjskie             | departament kaliski, powiat radomski, gmina Chabielice | |
| 1816-1826 | Królestwo Polskie                                                            | Królestwo Polskie             | Imperium Rosyjskie             | województwo kaliskie, obwód piotrkowski, powiat radomski, gmina Chabielice                                                                                | |
| 1826-1837 | Królestwo Polskie                                                            | Królestwo Polskie             | Imperium Rosyjskie             | województwo kaliskie, obwód piotrkowski, powiat radomski, gmina Chabielice                                                                                | |
| 1837-1842 | Królestwo Polskie                                                            | Królestwo Polskie             | Imperium Rosyjskie             | gubernia kaliska, obwód piotrkowski, powiat radomski, gmina Chabielice                                                                                    | |
| 1842-1867 | Królestwo Polskie                                                            | Królestwo Polskie             | Imperium Rosyjskie             | gubernia kaliska, powiat radomski, gmina Chabielice | |
| 1867-1870 | Królestwo Polskie                                                            | Królestwo Polskie             | Imperium Rosyjskie             | gubernia piotrkowska, powiat piotrkowski, gmina Chabielice                                                                                                | |
| 1870-1916 | Królestwo Polskie                                                            | Królestwo Polskie             | Imperium Rosyjskie             | gubernia piotrkowska, powiat piotrkowski, gmina Chabielice                                                                                                | |
| 1916-1917 | Polska · Godło II Rzeczypospolitej                                           | Królestwo Polskie             | Rzesza Niemiecka, Austro-Węgry | gubernia piotrkowska, powiat piotrkowski, gmina Chabielice                                                                                                | |
| 1917-1918 | Polska · Godło II Rzeczypospolitej                                           | Królestwo Polskie             | Rzesza Niemiecka, Austro-Węgry | gubernia piotrkowska, powiat piotrkowski, gmina Chabielice                                                                                                | |
| 1918      | Polska · Godło II Rzeczypospolitej                                           | Królestwo Polskie             | Królestwo Polskie              | gubernia piotrkowska, powiat piotrkowski, gmina Chabielice                                                                                                | |
| 1918–1939 | Polska · Godło II Rzeczypospolitej                                           | Rzeczpospolita Polska         | Rzeczpospolita Polska          | województwo łódzkie, powiat piotrkowski, gmina Chabielice                                                                                                 | |
| 1939–1945 | flaga III Rzeszy                                                             | okupacja niemiecka/III Rzesza | okupacja niemiecka/III Rzesza  | Kraj Warty (Wartheland), Rejencja łódzka (niem. Regierungsbezirk Litzmannstadt) do 1941 stolicą rejencji był Kalisz, powiat ziemski Łask (Landkreis Lask) | |
| 1939–1945 |                                                                              | Polskie Państwo Podziemne     | Polskie Państwo Podziemne      | Okręg Radom-Kielce, Inspektorat E Częstochowa, Obwód Radomsko                                                                                             | |
| 1945-1950 | godło Polskiej Rzeczypospolitej Ludowej · Polska · godło Polski              | Rzeczpospolita Polska         | Rzeczpospolita Polska          | województwo łódzkie, powiat piotrkowski, gmina Chabielice                                                                                                 | |
| 1950-1952 | godło Polskiej Rzeczypospolitej Ludowej · Polska · godło Polski              | Rzeczpospolita Polska         | Rzeczpospolita Polska          | województwo łódzkie, powiat piotrkowski, gmina Chabielice                                                                                                 | |
| 1952-1975 | godło Polskiej Rzeczypospolitej Ludowej · Polska · godło Polski              | Polska Rzeczpospolita Ludowa  | Polska Rzeczpospolita Ludowa   | województwo łódzkie, powiat bełchatowski, gmina Chabielice, w latach 1954–1973 gromada Chabielice.                                                        | |
| 1975-1989 | godło Polskiej Rzeczypospolitej Ludowej · Polska · godło Polski              | Polska Rzeczpospolita Ludowa  | Polska Rzeczpospolita Ludowa   | województwo piotrkowskie, gmina Szczerców | wieś Chabielice                                                                                              |
| 1989-1998 | godło Polskiej Rzeczypospolitej Ludowej · Polska · godło Polski              | Rzeczpospolita Polska         | Rzeczpospolita Polska          | województwo piotrkowskie, gmina Szczerców | wieś Chabielice                                                                                              |
| od 1999   | godło Polskiej Rzeczypospolitej Ludowej · Polska · godło Polski              | Rzeczpospolita Polska         | Rzeczpospolita Polska          | województwo łódzkie, powiat bełchatowski, gmina Szczerców                                                                                                 | wieś Chabielice                                                                                              |

## Informacje ogólne
Wybudowanie kompleksu energetycznego Bełchatów  zmieniło Chabielice, zatrzymało migracje ludności do dużych ośrodków przemysłowych. Obecnie większość mieszkańców utrzymuje się z pracy poza rolnictwem, głównie w KWB i elektrowni Bełchatów. W północnej części wsi powstało osiedle domków jednorodzinnych. Ulice uzyskały nowe asfaltowe nawierzchnie i nowe chodniki. Szkoła Podstawowa przeszła gruntowną modernizację, rozbudowę. Wyposażona jest m.in. w pracownię komputerową i nowoczesne ogrzewanie olejowe. W 2012 oddano do użytku nową, dużą, o ciekawej architekturze, salę gimnastyczną.
We wsi istnieje klub sportowy(piłka nożna) Błękitni Chabielice. Zrzesza on ok. 26 zawodników w wieku 16–35 lat.